# Eupithecia junctifascia
Eupithecia junctifascia là một loài bướm đêm trong họ Geometridae.